# Acygnatha fasciata
Acygnatha fasciata là một loài bướm đêm trong họ Noctuidae.